# Чемпіонат U-19 України з футболу 2021—2022
Чемпіонат юнацьких команд УПЛ 2021—2022 — 10-й сезон змагань серед юнацьких (U-19) команд клубів української Прем'єр-ліги. Проходив з 22 липня 2021 року по 20 травня 2022 року.
24 лютого 2022 року змагання було призупинене через російське вторгнення в Україну. За клопотанням ФК «Рух» було погоджено проведення двох незіграних матчів чемпіонату на стадіоні КС «Вікі Санок» у м. Санок (Польща). Перенесений матч 11-го туру «Інгулець» — «Рух» (1:6), а також матч 19-го туру «Рух» — «Колос» (3:0) відбулися 17 та 20 травня 2022 року відповідно. Завдяки цим перемогам «Рух» піднявся на першу сходинку в турнірній таблиці та отримав право виступати в Юнацькій лізі УЄФА 2022/23.

## Регламент
Команда, що посіла перше місце за підсумками сезону, отримує право представляти Україну в Юнацькій лізі УЄФА наступного сезону.
Матчі чемпіонату юнацьких команд УПЛ проводяться за день до матчу головних команд.
У зв’язку зі скасуванням чемпіонату U-21 на сезон 2021/22 встановлені перехідні положення, згідно з якими в юнацькому чемпіонаті вперше поряд із футболістами, яким виповнилося не більше 19-ти років, мають право грати й старші виконавці. На полі можуть перебувати троє гравців 2000—2002 років народження, один ще доросліший гравець (за умови, що цей футболіст не брав участь у останніх двох матчах за головну команду клубу), а також не менше семи гравців 2003 року народження (та молодших).

## Учасники
У турнірі брали участь 16 юнацьких команд: 
| Команда               | Населений пункт                      | Стадіон                                                  | Місткість стадіону | Місце в сезоні 2020/21 |
| --------------------- | ------------------------------------ | -------------------------------------------------------- | ------------------ | ---------------------- |
| «Верес» U-19          | Рівне                                | «Колос» (Березне)                                        | 3800               | —                      |
| «Ворскла» U-19        | Полтава                              | «Лтава»                                                  | 650                | 5                      |
| «Десна» U-19          | Чернігів                             | «Чернігів-Арена»                                         | 500                | 13                     |
| «Динамо» U-19         | Київ                                 | НТБ «Динамо» «Динамо» ім. В. Лобановського               | 750 16 873         | 2                      |
| «Дніпро-1» U-19       | Дніпро                               | НТБ «Дніпро»                                             | 300                | 10                     |
| «Зоря» U-19           | Луганськ                             | ЗАЗ (Запоріжжя)                                          | 7233               | 3                      |
| «Інгулець» U-19       | смт Петрове                          | «Інгулець» Стадіон ім. О. Поворознюка (с. Володимирівка) | 1869 560           | 11                     |
| «Колос» U-19          | с. Ковалівка Білоцерківського району | Центральний стадіон (смт Калинівка)                      | 450                | 6                      |
| ФК «Львів» U-19       | Львів                                | «Скіф» Стадіон ім. Б. Маркевича (Винники)                | 3742 900           | 8                      |
| ФК «Маріуполь» U-19   | Маріуполь                            | Стадіон НТБ «Маріуполь»                                  | 300                | 9                      |
| «Металіст 1925» U-19  | Харків                               | НТБ «Металіст» (смт Високий)                             | 500                | —                      |
| ФК «Минай» U-19       | с. Минай Ужгородського району        | «Минай-Арена»                                            | 1312               | 14                     |
| ФК «Олександрія» U-19 | Олександрія                          | «Головківський» (с. Головківка)                          | 628                | 7                      |
| «Рух»                 | Львів                                | Стадіон ім. Б. Маркевича (Винники) Стадіон НТБ «Рух»     | 900                | 4                      |
| «Чорноморець» U-19    | Одеса                                | СОК «Люстдорф»                                           | 500                | —                      |
| «Шахтар» U-19         | Донецьк                              | «Княжа-Арена» (с. Щасливе)                               | 1000               | 1                      |

 — нові команди

## Турнірна таблиця
| М  | Команда               | І  | В  | Н | П  | РМ    | О  |
| -- | --------------------- | -- | -- | - | -- | ----- | -- |
| 1  | «Рух» U-19            | 18 | 15 | 2 | 1  | 49−11 | 47 |
| 2  | «Динамо» U-19         | 19 | 15 | 1 | 3  | 72−17 | 46 |
| 3  | «Шахтар» U-19         | 18 | 14 | 1 | 3  | 46−13 | 43 |
| 4  | «Металіст 1925» U-19  | 18 | 13 | 2 | 3  | 32−14 | 41 |
| 5  | «Зоря» U-19           | 18 | 10 | 4 | 4  | 57−23 | 34 |
| 6  | «Ворскла» U-19        | 18 | 10 | 2 | 6  | 32−23 | 32 |
| 7  | «Дніпро-1» U-19       | 17 | 9  | 2 | 6  | 33−27 | 29 |
| 8  | ФК «Олександрія» U-19 | 18 | 8  | 3 | 7  | 21−29 | 27 |
| 9  | «Колос» U-19          | 19 | 7  | 1 | 11 | 24−32 | 22 |
| 10 | «Чорноморець» U-19    | 18 | 6  | 4 | 8  | 18−31 | 22 |
| 11 | ФК «Маріуполь» U-19   | 18 | 7  | 0 | 11 | 25−31 | 21 |
| 12 | ФК «Львів» U-19       | 18 | 5  | 2 | 11 | 12−31 | 17 |
| 13 | «Інгулець» U-19       | 19 | 4  | 2 | 13 | 20−42 | 14 |
| 14 | ФК «Минай» U-19       | 18 | 3  | 3 | 12 | 17−39 | 12 |
| 15 | «Верес» U-19          | 18 | 2  | 1 | 15 | 9−45  | 7  |
| 16 | «Десна» U-19          | 18 | 2  | 0 | 16 | 9−68  | 6  |

## Результати матчів
| Команда               | ВЕР | ВОР | ДЕС | ДИН    | Д-1 | ЗОР | ІНГ | КОЛ | ЛЬВ | МАР | М25 | МИН | ОЛЕ | РУХ | ЧОР    | ШАХ |
| --------------------- | --- | --- | --- | ------ | --- | --- | --- | --- | --- | --- | --- | --- | --- | --- | ------ | --- |
| «Верес» U-19          |     | 0:2 |     | 0:3[а] |     |     |     | 0:1 | 2:0 | 0:2 | 0:1 | 0:0 | 1:2 | 1:2 |        |     |
| «Ворскла» U-19        |     |     | 5:1 |        | 3:0 |     | 2:0 |     |     | 3:2 | 3:0 | 3:2 |     | 0:1 | 0:0    | 2:1 |
| «Десна» U-19          | 1:2 |     |     |        | 0:5 |     | 0:3 | 0:7 |     | 1:0 | 1:2 |     | 0:1 | 1:5 | 0:1    |     |
| «Динамо» U-19         | 2:0 | 5:1 | 9:0 |        | 3:0 | 5:1 | 3:0 | 5:1 |     |     |     | 5:1 | 7:1 |     |        | 0:2 |
| «Дніпро-1» U-19       | 4:1 | 2:1 |     |        |     | 0:3 |     | 2:1 |     | 4:1 |     | 2:2 | 3:0 |     | 3:0[b] |     |
| «Зоря» U-19           | 4:0 | 2:1 | 9:0 | 2:4    |     |     | 7:1 | 3:1 |     |     |     | 5:0 | 1:1 |     | 2:3    |     |
| «Інгулець» U-19       | 3:0 |     | 5:2 | 1:2    | 1:1 | 2:2 |     | 0:1 |     | 0:1 |     |     |     | 1:6 |        | 1:0 |
| «Колос» U-19          | 2:0 | 2:0 |     |        |     |     |     |     | 2:0 | 1:3 | 0:2 | 0:1 | 0:1 | 0:5 | 0:0    | 1:3 |
| ФК «Львів» U-19       |     | 0:2 | 0:1 | 3:3    | 0:2 | 0:0 | 1:0 |     |     | 2:1 | 0:4 |     | 0:1 |     |        | 0:3 |
| ФК «Маріуполь» U-19   |     |     | 5:1 | 1:0    | 1:4 | 1:4 |     |     | 0:1 |     | 0:1 |     |     | 0:1 | 5:0    | 1:4 |
| «Металіст 1925» U-19  |     |     |     | 2:1    | 2:0 | 1:1 | 2:0 | 2:1 |     |     |     | 4:0 |     | 2:3 | 4:1    |     |
| ФК «Минай» U-19       |     |     | 4:0 | 0:5    |     |     | 4:0 | 2:3 | 0:1 | 0:1 |     |     | 1:2 |     | 0:0    | 0:4 |
| ФК «Олександрія» U-19 |     | 1:1 |     |        |     | 0:4 | 2:1 |     |     | 4:0 | 0:1 | 3:0 |     |     |        | 0:1 |
| «Рух» U-19            | 5:1 | 2:0 |     | 1:2    |     | 3:1 |     | 3:0 | 2:0 |     | 1:1 | 1:0 | 5:1 |     |        |     |
| «Чорноморець» U-19    | 5:1 |     | 1:0 | 0:8    | 2:0 |     | 3:0 |     | 1:2 |     | 0:1 |     | 1:1 | 0:3 |        | 0:1 |
| «Шахтар» U-19         | 6:0 |     | 4:0 |        | 6:1 | 0:6 | 3:1 |     | 4:0 |     | 2:0 |     | 2:0 | 0:0 |        |     |

а Згідно з рішенням КДК УАФ від 24 грудня 2021 року команді «Верес» зараховано технічну поразку з рахунком 0:3, а команді «Динамо» — технічну перемогу 3:0.
b Згідно з рішенням КДК УАФ від 24 грудня 2021 року команді «Чорноморець» зараховано технічну поразку з рахунком 0:3, а команді «Дніпро-1» — технічну перемогу 3:0. Початковий рахунок матчу — 2:2.

## Найкращі бомбардири
| № | Футболіст       | Команда              | Голи (пен.) |
| - | --------------- | -------------------- | ----------- |
| 1 | Даніель Ківінда | «Дніпро-1» U-19      | 14          |
| 2 | Самба Діалло    | «Динамо» U-19        | 13          |
| 3 | Гільєрме        | «Зоря» U-19          | 13 (1)      |
| 4 | Данило Гончарук | «Шахтар» U-19        | 11 (2)      |
| 5 | Денис Нагнойний | «Зоря» U-19          | 10 (1)      |
| 6 | Ярослав Карабін | «Рух» U-19           | 10 (3)      |
| 7 | Антоній Емере   | «Металіст 1925» U-19 | 9 (2)       |